# Межирич (Ровненская область)
Межи́рич (укр. Межиріч) — село, центр Межиричского сельского совета Острожского района Ровненской области Украины.
Население по переписи 2001 года составляло 1490 человек. Почтовый индекс — 35808. Телефонный код — 3654. Код КОАТУУ — 5624284201.

## История
Средневековый городок, впервые упоминается, как крепость уже в конце XIV — начале XV века. Играл стратегическую роль в войнах Польши с Турцией и казаками. В XV веке Межирич принадлежал Петрашке Ланевичу-Мыльскому (основателю рода Петрашко), затем — роду Острожских. Князь Александр Васильевич Острожский основал в конце XVI века Троицкий монастырь в Межириче.
Указом Президиума Верховного Совета Украинской ССР от 17 января 1940 года Межиричская волость Польши преобразована в Межиричский район Ровненской области с центром в с. Межиричи. Указом ПВС УССР от 21 января 1959 года район упразднён, его территория передана в состав Корецкого и Сосновского районов.

## Достопримечательности
Городские заславские ворота XVI в. Находятся в земляных валах, вместе с которыми и с надвратной башней составляли кольцо укреплений. Сделаны из песчаника, с арочным проездом и ключевыми бойницами. Углы подчёркнуты рустом в ренессансном стиле. Сохранились частично на высоту одного яруса.
Печь XVII в. Находится на территории древнего замка, использовалась для обогрева замковой стражи и для топки смолы. Сложена из красного кирпича. Состоит из 4-х столбов, поставленных по углам квадрата и объединённых арками, на которые опирается купол с дымоходом. Печь — единственный образец архитектуры малых форм XVII в. на Украине.

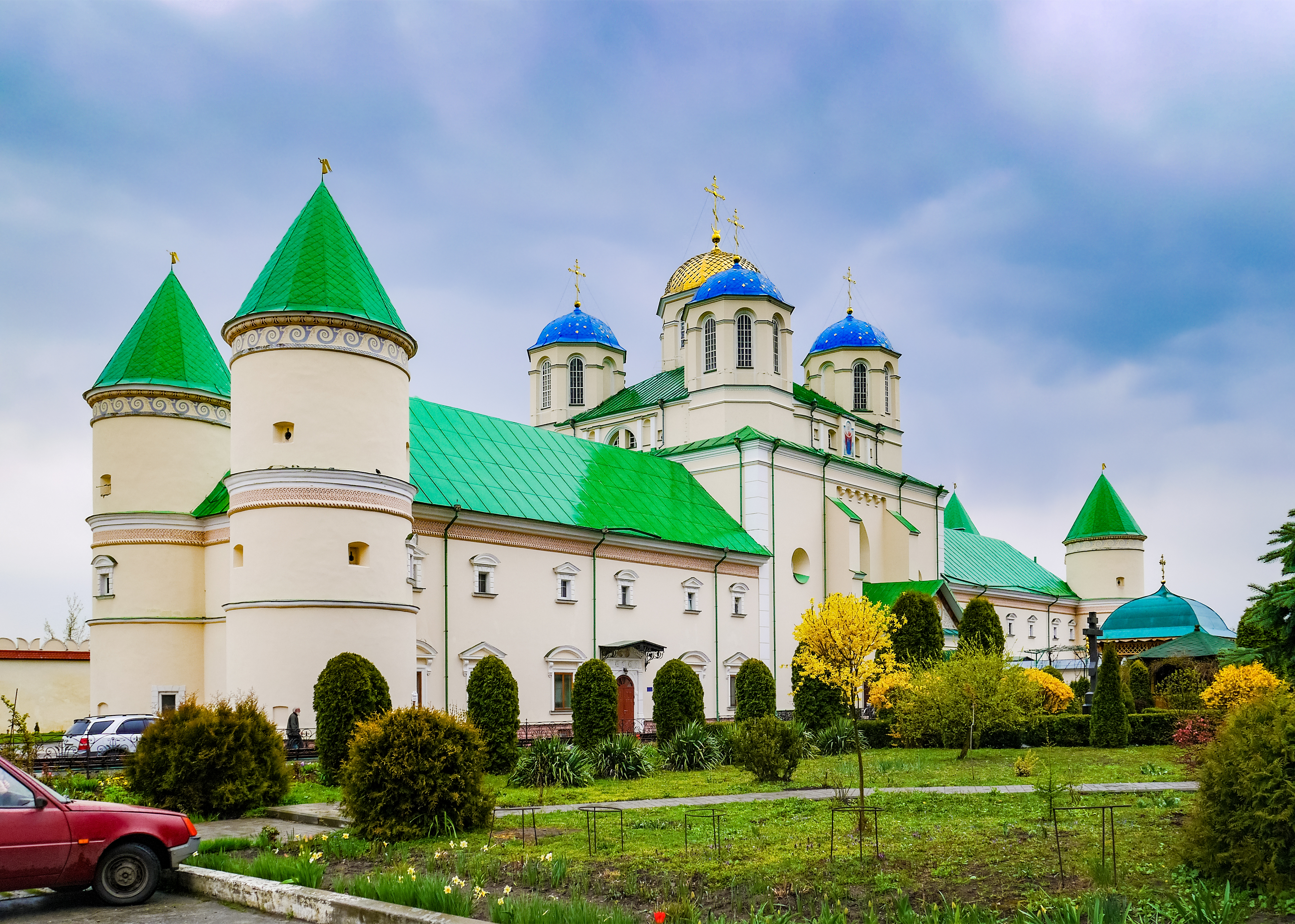
Межиричский монастырь
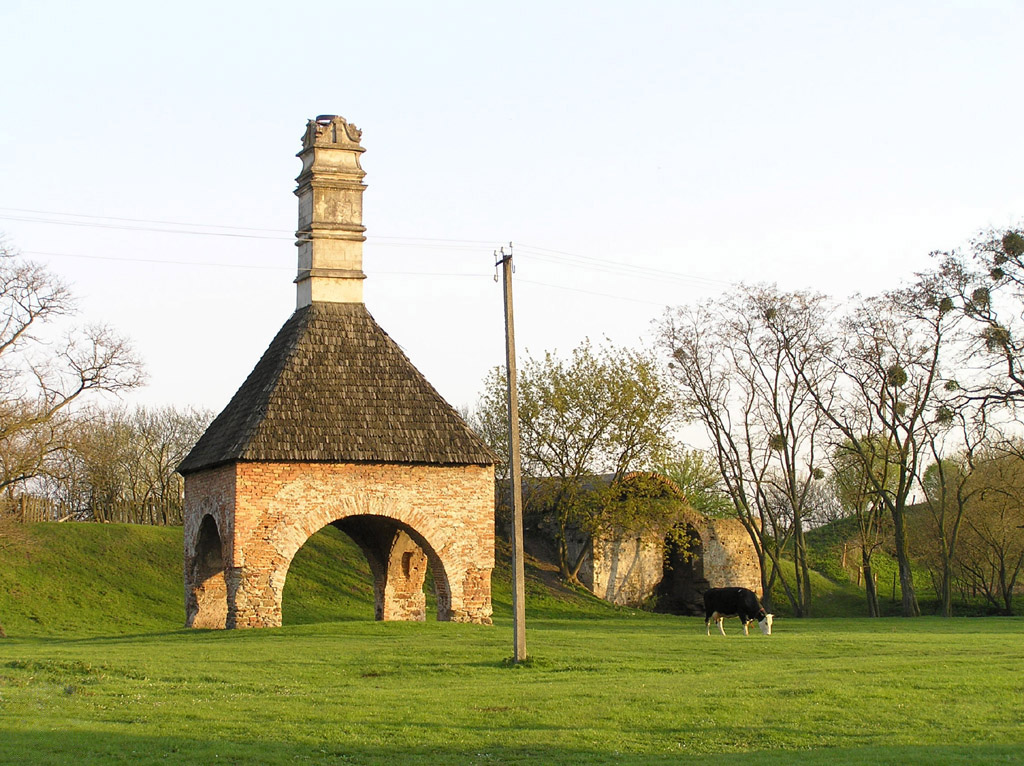
Старосветская печь
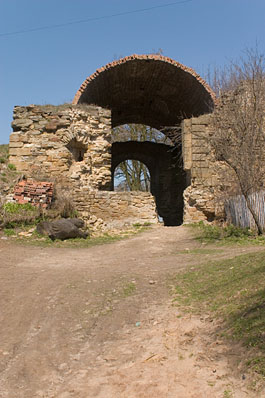
Румовища Заславских врат
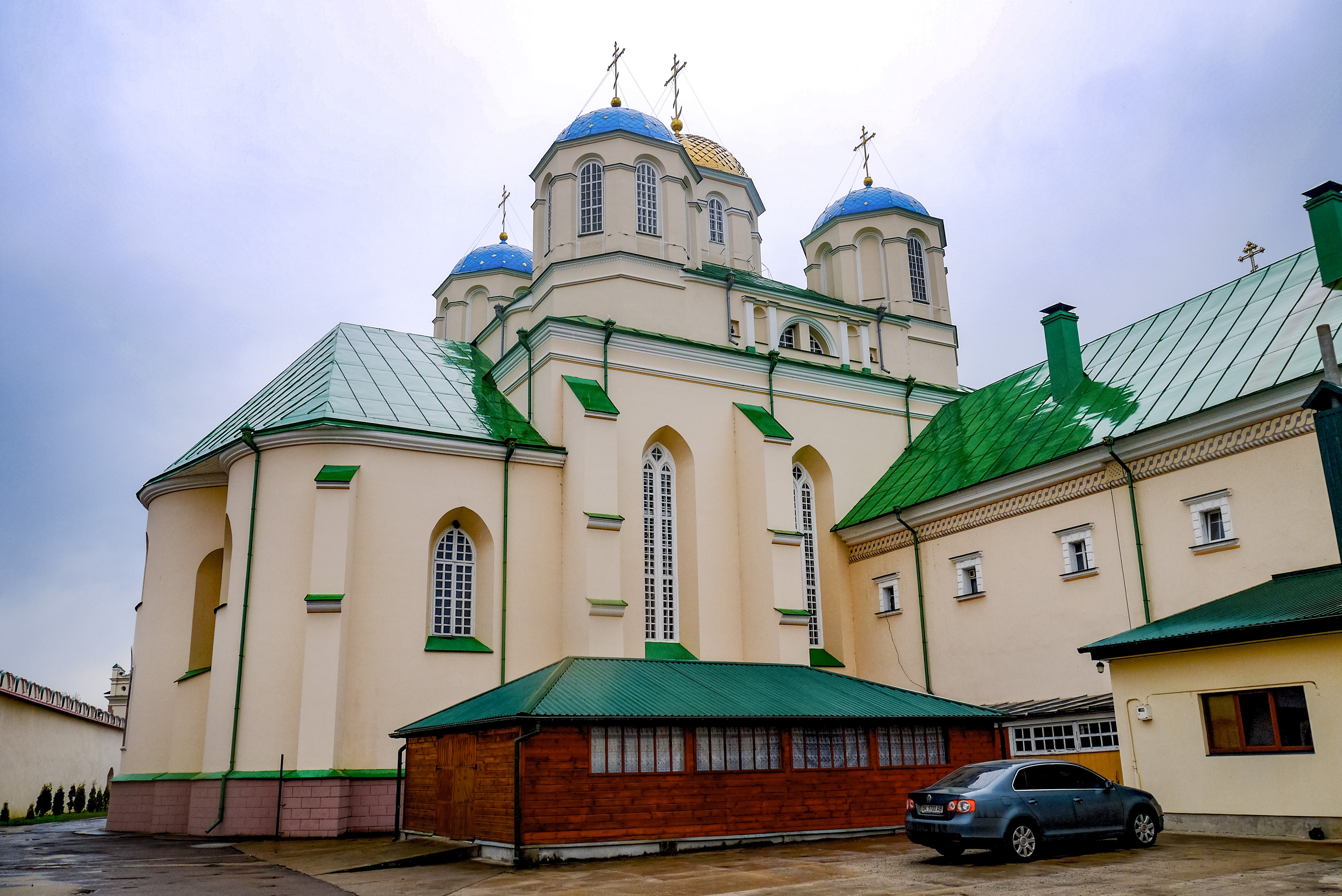
Троицкая церковь

## Местный совет
35808, Ровненская обл., Острожский р-н, с. Межирич, ул. Выгон, 1.